# Höxter (district)
Districtul Höxter este un Kreis în landul Renania de Nord-Westfalia, Germania.